# سیدنی (اوهایو)
سیدنی(به انگلیسی: Sidney) شهری در ایالت اوهایو کشور ایالات متحده آمریکا است که جمعیت آن در سرشماری سال ۲۰۱۰ میلادی، ۲۱٬۲۲۹ نفر بوده‌است.